# Chorthippus helverseni
Chorthippus helverseni är en insektsart som beskrevs av Mol, A., Çiplak och Sirin 2003. Chorthippus helverseni ingår i släktet Chorthippus och familjen gräshoppor. Inga underarter finns listade i Catalogue of Life.